# Народная газета (Беларусь)
Народная газета — белорусское национальное социально-политическое издание. С 1995 года государственное издание Республики Беларусь.

## История
Газета была основана в 1990 году как национальное общественно-политическое издание «Народная газета» в качестве печатного органа Верховного Совета Беларуси. Первый номер газеты увидел свет 2 октября 1990 года.
Всю свою историю газета освещала события с независимой точки зрения и сохраняла достаточно демократические взгляды.
В марте 1995 года президент Лукашенко издал указ о смене руководства «Народной газеты» — уволен главный редактор Иосиф Середич.
В октябре 1996 года Конституционный суд, возглавляемый Тихиней, признал незаконной попытку Лукашенко сменить владельца газеты. После разгона Верховного Совета — орган подконтрольного Лукашенко Национального собрания.
4 декабря 2020 года сменила девиз «Жыве Беларусь!» на «Жыві і квітней, Беларусь!».
Периодичность выхода — 1 раз в неделю.